# Искра (платформа)
Искра — недействующий железнодорожный разъезд Алтайского региона Западно-Сибирской железной дороги. Находится на главном ходу Турксиба. В прошлом — станция.

## Описание
Разъезд располагался на 118 километре Туркестано-Сибирской магистрали при одноимённом населённом пункте Искровского сельсовета Черепановского района Новосибирской области на участке Инская — Среднесибирская в 52 км от первой и в 109 от второй станций между станциями Черепаново и Безменово. Имел один путь. Здание вокзала располагалось с восточной стороны путей.

## История
Несмотря на данные об открытии в 1935 году, упоминания разъезда № 10 встречаются и в более ранних источниках, например, в местном бюджете губернии за 1924—1925. Согласно справочнику «Железнодорожные станции СССР» открыт в 1935 году. В том же году на основании июньского постановления ЦИК переименован из разъезда № 10 в современное название, получил статус станции. Наименование отражается от газеты «Искра», которая была создана в 1900 Владимиром Лениным. Данное название «олицетворяет жизненное начало, душу и огонь». На районной карте 1944 года обозначен под прежним наименованием. В 1963 году электрифицирован переменным током ~25кВ в составе участка Черепаново — Барнаул. До 1981 года потерял статус станции, тогда уже указывается как разъезд. Было здание вокзала. На 2011 год уже не было платформы. На 2023 год разъезд не работал.

## Операции
На 1981 год проводились операции с багажом, разъезд принимал и выдавал грузы. На разъезде возможно было приобретение билетов. До исключения выполнял пассажирские функции.